# Nurkovac
Nurkovac is een plaats in de gemeente Brestovac in de Kroatische provincie Požega-Slavonië. De plaats telt 245 inwoners (2001).